# Journal of Field Ornithology
Journal of Field Ornithology (ou J. Field Ornithol.) est une revue scientifique trimestrielle à comité de lecture spécialisée dans le domaine de l'ornithologie. C'est la publication officielle de l'Association of Field Ornithologists publié par l'éditeur scientifique John Wiley & Sons. La revue publie des articles d'études expérimentales ou descriptives sur les oiseaux à l'état naturel, ainsi que les méthodes et les techniques en ornithologie. Elle s’intéresse particulièrement aux études dans les régions néotropicales, et privilégie les études où participent les ornithologues amateurs.  
Journal of Field Ornithology fait suite à Bird-Banding  (ISSN 0006-3630) publié de 1930-1979. La revue Bird-Banding fait elle-même suite à The Bulletin of the Northeastern Bird-Banding Association publié de 1925 à 1929.